# Neognophomyia adara
Neognophomyia adara är en tvåvingeart som beskrevs av Alexander 1949. Neognophomyia adara ingår i släktet Neognophomyia och familjen småharkrankar.
Artens utbredningsområde är Ecuador. Inga underarter finns listade i Catalogue of Life.